# Illja Kovtun
Illja Jurijovyč Kovtun (in ucraino Ілля Юрійович Ковтун?; Čerkasy, 10 agosto 2003) è un ginnasta ucraino. In carriera ha vinto l'argento nelle parallele simmetriche ai Giochi olimpici di Parigi 2024, un bronzo iridato ai mondiali di Kitakyūshū 2021 nel concorso individuale e un argento e un bronzo continentali, rispettivamente agli europei di Monaco di Baviera 2022 nelle parallele simmetriche e agli europei individuali di Basilea 2021 nel concorso individuale.

## Biografia

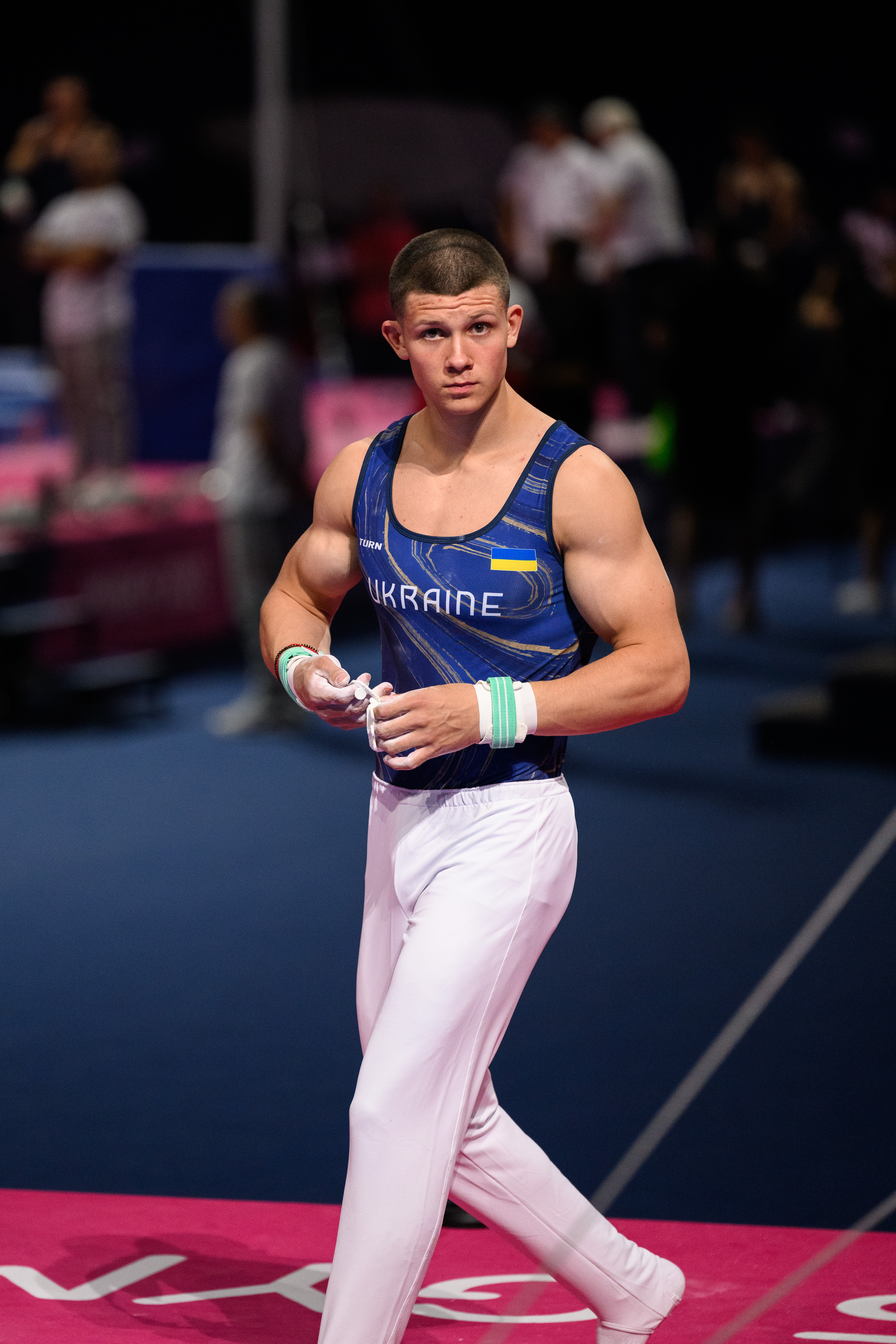
Illja Kovtun agli europei di Monaco di Baviera 2022.

Si è messo in mostra ai mondiali juniores di Győr 2019, vincendo l'argento nel concorso a squadre e il bronzo in quello individuale.
A seguito dell'invasione russa si è trasferito in Italia a Ferrara.
Dal 2021 partecipa al Campionato Italiano di Ginnastica Artistica Maschile come "prestito stranieri" della Palestra Ginnastica Ferrara, nel 2021 in Serie A2, contribuendo alla promozione della compagine estense, ed esordendo così nel 2022 in Serie A1.
Nel dicembre 2021 la Federazione Internazionale di Ginnastica [FIG] ha inserito il movimento “Kovtun” nel sistema di punteggio del Codice dei Punti per le parallele. L'elemento prevede un lancio all'indietro dalla parte superiore delle braccia con un quarto di giro verso una sbarra e ha un valore di difficoltà C. Kovtun aveva eseguito l'elemento per la prima volta in una gara internazionale in occasione della Coppa del Mondo Challenge 2021 a Capodistria, in Slovenia.
Agli europei individuali di Basilea 2021 ha vinto il bronzo nel concorso individuale, preceduto dai russi Nikita Nagornyj e David Beljavskij.
Ha rappresentato l'Ucraina ai Giochi olimpici estivi di Tokyo 2020, disputati nel 2021 a causa della pandemia di COVID-19, senza riuscire a salire sul podio.
Ai mondiali di Kitakyūshū 2021 ha ottenuto il bronzo nel concorso individuale, terminando alle spalle del cinese Zhang Boheng e del giapponese Daiki Hashimoto.
Agli europei di Monaco di Baviera 2022 ha guadagnato l'argento nelle parallele simmetriche, dietro a Joe Fraser.
Agli europei individuali di Adalia 2023 si è aggiudicato l'oro nelle parallele simmetriche, superando i turco Ferhat Arıcan e lo spagnolo Thierno Diallo, nonché il bronzo nel concorso individuale, alle spalle del turco Adem Asil e del britannico Jake Jarman, e nella sbarra dietro al croato Tin Srbić e all'italiano Carlo Macchini. Ai mondiali di Anversa 2021 ha vinto l'argento, preceduto sul podio dal giapponese Daiki Hashimoto.
Agli europei di Rimini 2024 ha conquistato il titolo continentale nella sbarra, nelle parallele simmetriche e nel concorso a squadre, assieme ai compagni Oleg Verniaiev, Igor Radivilov, Nazar Chepurnyi e Radomyr Stelmakh.
Alla sua seconda apparizione olimpica a Parigi 2024 ha vinto la medaglia d'argento nelle parallele simmetriche, terminando dietro al cinese Zou Jingyuan.

## Palmarès
- Giochi olimpici

Parigi 2024: argento nelle parallele simmetriche
- Mondiali

Kitakyūshū 2021: bronzo nel concorso individuale;
Anversa 2021: argento nel concorso individuale;
- Europei

Basilea 2021: bronzo nel concorso individuale;
Monaco di Baviera 2022: argento nelle parallele simmetriche;
Adalia 2023: oro nelle parallele simmetriche; bronzo nel concorso individuale; bronzo nella sbarra;
Rimini 2024: oro nella sbarra; oro nelle parallele simmetriche; oro nel concorso a squadre;
- Mondiali juniores

Győr 2019: argento nel concorso a squadre; bronzo nel concorso individuale;